# Centro de Memória Votorantim
O Centro de Memória Votorantim é um museu de memória empresarial, fundado na cidade de São Paulo no ano de 2002 e aberto ao público em 2005, marcando esse momento com uma exposição do Instituto Votorantim  com o intuito de construir e armazenar um acervo com informações sobre a história da empresa Votorantim, do embrião da fundação do grupo de fato no ano de 1918, com a fundação da Sociedade Anonyma Fabrica Votorantim, aos dias de hoje. É considerado um projeto pioneiro de memória empresarial, com o objetivo central de organizar a documentação sobre a empresa brasileira.

## História
O Centro de Memória Votorantim, foi criado com o total intuito de preservar toda a história empresarial, e para apresentar um pouco mais de quem realmente é essa empresa. No ano de 2003 foi inaugurado o Projeto de Memória Votorantim, com o intuito de apresentar um pouco mais da empresa, com os depoimentos dos funcionários, e suas histórias dentro da empresa, o Memória trouxe todos os casos de seus funcionários dentro da empresa e com os próprios diretores. Em 2003 foi inaugurado uma exposição sobre os 85 anos do grupo Votorantim, para comemorar essa data. Era uma exposição aberta ao público, com o intuito de apresentar para as pessoas mais sobre a empresa. Assim fortalecendo o vínculo da empresa com seus funcionários, mostrando que eles também são os agentes importantes para a construção da empresa na sociedade.  
A Votorantim atua em vários setores, além do mais conhecido cimento, metais, celulose e papel, agroindústria, quimica, entre outros. Na área dos Cimentos a Votorantim atua em 13 países e se destacou 3 vezes no prêmio de maiores e melhores da revista Exame em 2014,2015 e 2016.  Está entre as cinco maiores produtoras mundiais de Zinco, mantem cinco operações industriais no Estado de Minas Gerais e possui uma refinaria de Zinco no Peru. A unidade atuante em celulose fica em Jacareí SP foi a primeira no mundo a produzir mais de um milhão de toneladas batendo o recorde em 2005. Voltado para a comercialização da laranja, a Agroindústria , o grupo Citrovita era a terceira maior exportadora do mundo, em 2010 quando  houve uma fusão com a Citrosuco (segunda maior exportadora do mundo)tornando-se apenas uma só gigante do suco.  Em 2011 o Grupo Votorantim vendeu a Nitro Química. Em 2018 o grupo Votorantim completará 100 anos, para a comemoração o grupo escolhe a educação como tema a ser trabalhado e desenvolvido ao longo do tempo até sua data de aniversário. Criaram um programa para envolver seus funcionários as atividades da empresa. Propondo envolver seus funcionários na educação, desde a participação ativa dos pais com seus filhos até a participação no PVE (Parceria Votorantim pela Educação).

## Acervo de Memória

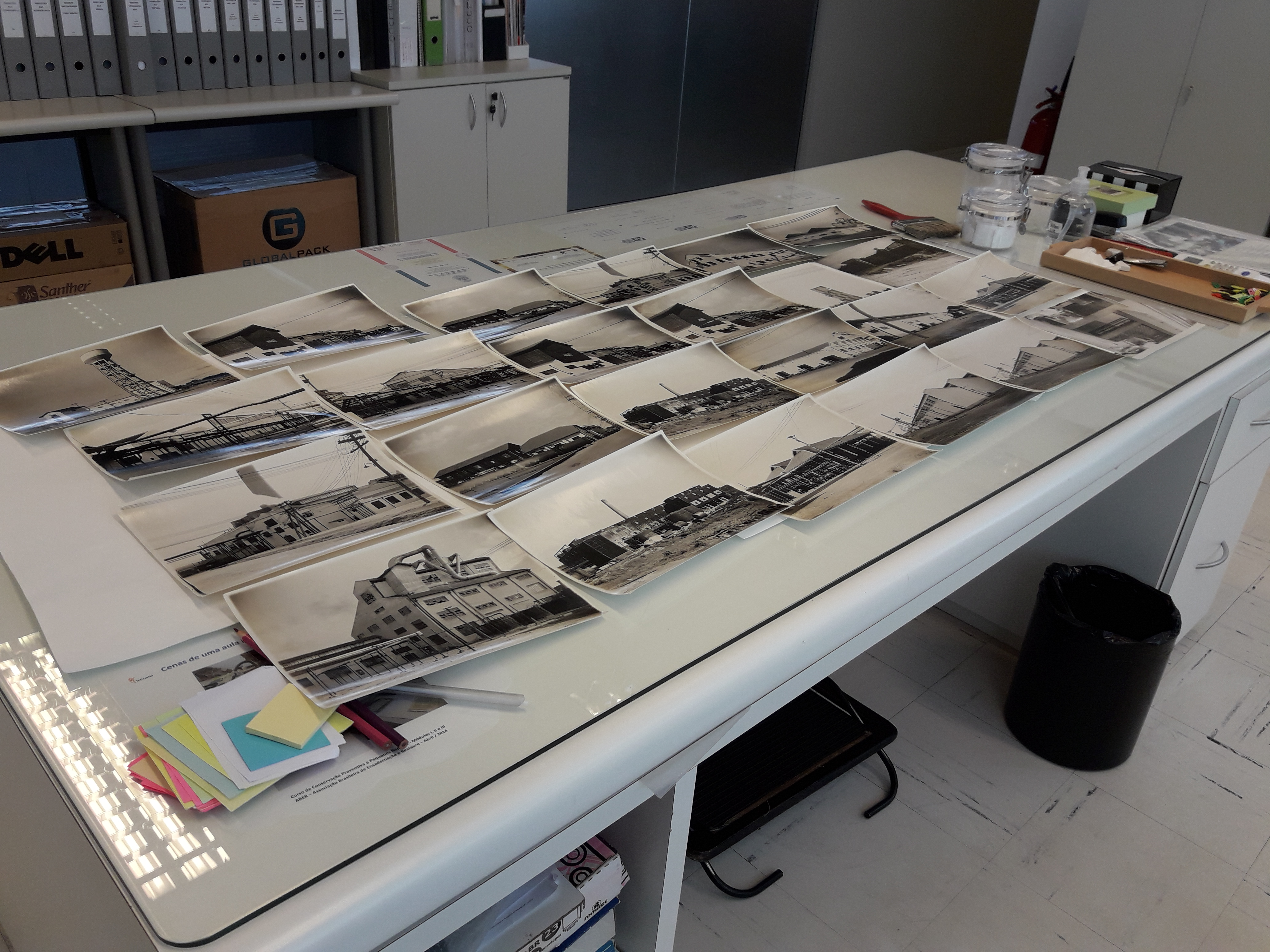
Recuperação de imagens

Dentro do Centro de Memória, foi criado um espaço para a conservação das memórias empresariais do Grupo Votorantim. Esse espaço conta com um acervo histórico de mais de 500 mil documentos, como fotos e vídeos para a sua reprodução em outras mídias digitais. O centro busca a melhoria das recordações da empresa, desde o seu legado até os dias atuais. O acervo é um ambiente com uma temperatura adequada para a melhor conservação e totalmente equipado para um melhor aproveito desses materiais.  
Nesse acervo se conserva pesquisas sobre o grupo Votorantim e arquivos de memória organizacional. Eles usam algumas técnicas específicas de conservação, para atualizar e fazer uma boa exposição ao público sobre a empresa e seus colaboradores. Parte expressiva do conteúdo do Acervo de Memória do Grupo Votorantim trata da vida de seu fundador, Antônio Ermírio de Moraes. Os arquivos relacionados à trajetória e vida do fundador do grupo industrial enfatizam sobretudo suas contribuições para o progresso industrial brasileiro de então, a expansão dos negócios e oportunidades comerciais de suas indústrias, dentre outros. Há também arquivos que mostram o período em que, durante os anos 1940, Antônio Ermírio de Moraes foi estudante da Colorado School of Mines da Universidade do Colorado, Estados Unidos. Fora isto, há mais de sessenta mil arquivos que tratam de outros aspectos da vida do fundador do Grupo Votorantim.  

## Sustentabilidade
A empresa é engajada em projetos ambientais e nos últimos anos vem buscando melhorar seu desempenho na luta pelo meio ambiente, como por exemplo em 2015 quando a Votorantim assinou compromisso voluntário com o Programa das Nações Unidas para o meio ambiente (Pnuma), fazendo parte de uma produção mais limpa. A empresa atua em uma rede de segmentação que visa a mudança de produção nas suas matérias-primas, desenvolvendo bioprodutos, biocompostos a partir da biomassa florestal. Fazendo uso dessas alternativas para a produção o grupo inova seu jeito de produção junto com novas atitudes com a natureza. Com o desenvolvimento de uma forma de produção atual e inovadora, o grupo conseguiu clonar o eucalipto, fazendo com que a fibra multiplicasse a produção de celulose nos últimos 40 anos, dando assim um lucro a empresa com uma nova técnica de produção e gerando novos passos para atitudes cada vez mais sustentável e limpo. Com isso garantem boas atitudes para o ecossistemas em que a empresa atua, a Fibra, contribuindo para a geração de empregos em pequenos produtores e parceiros florestais. Firmando assim um compromisso social com mais de 6 mil famílias, envolvendo áreas da agricultura e do artesanato. Criando dessa forma um novo jeito de criar e exportar a matéria-prima e a mão de obra de pequenos agricultores.  

## Espaço Votorantim Metais

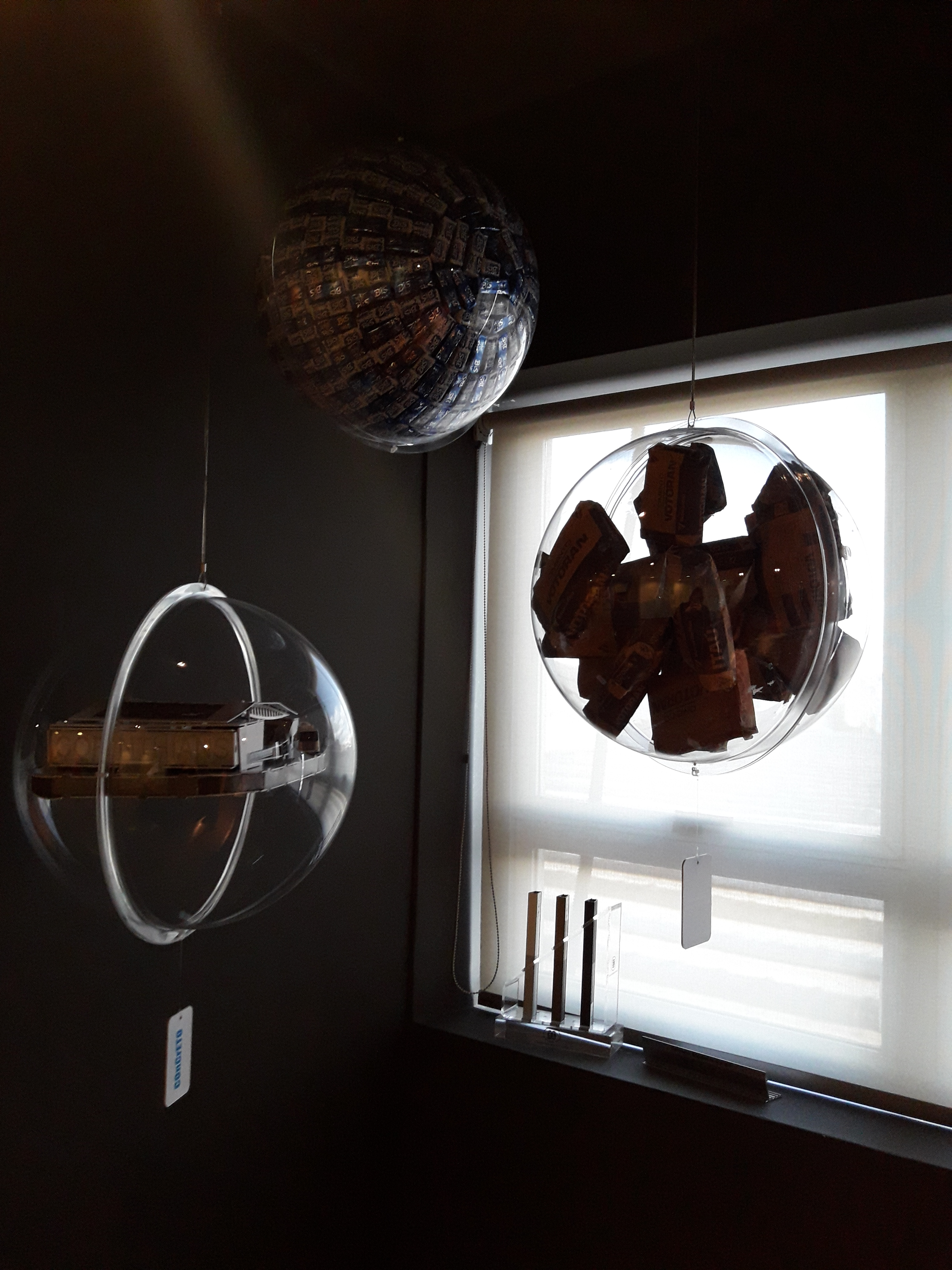
Exposição do Espaço

Completando seus 90 anos o espaço Votorantim realizou uma exposição a fim de promover uma apresentação sobre os legados do grupo Votorantim. Esse espaço foi uma exposição permanente que durou por volta de cinco anos aberto ao público. O objetivo era expor toda a trajetória empresarial tornando publico o Edifício Ermírio de Morais assim como o Theatro Municipal  e o Viaduto do Chá. 
O primeiro Modulo da apresentação se intitulava: Cotidiano e Produtos, os visitantes se deparavam com objetos do dia a dia que estão em suas rotinas mas que não sabiam que sua matéria-prima vinham das industrias do grupo. Logo no segundo módulo origem o visitante iria conhecer um pouco mais de como o grupo surgiu e foi fundado, conhecendo os sonhos e desejos de seus fundadores. No terceiro módulo os espectadores viam a expansão do grupo, como cresceu tanto pelo Brasil e mundo. Essa etapa dava ao espectador uma maior abrangência de território nacional e mundial pela qual o grupo Votorantim passava.No quarto módulo se chamava de Votorantim hoje: fornece uma melhor visão ao público mais rica em detalhe de como era o investimento e segmento do grupo pelo mundo. O último módulo se chamava Cotidiano e trabalho: que nada mais era do que vários depoimentos dos funcionários e ex-funcionários com seus relatos informando como era e como foi trabalhar no grupo, como muitas informações, depoimentos e vídeos. 
Durante cinco anos foram realizadas pesquisas de materiais e de satisfação do grupo pelo Brasil e mundo. Essas buscas ajudou a levantar esse espaço para melhor explicar ao público suas reais intenções e melhorias em todos os seus conglomerados. 

## Prêmio
- Prêmio da Associação Brasileira de Comunicação Empresarial, categoria "Responsabilidade Histórica e Memória Empresarial", 2006[12]